# Pio Monte della Misericordia
Pio Monte della Misericordia je crkva u povijesnom središtu Napulja, južna Italija. Poznata je po svojim umjetničkim djelima, uključujući Caravaggiovih Sedam djela milosrđa. Dobrotvorno bratstvo (Pio Monte della Misericordia što na talijanskom znači "Pobožna gora milosrđa") osnovalo je u kolovozu 1601. sedam mladih plemića, koji su se svakog petka sastajali u bolnici za neizlječive i služili bolesnima.
Godine 1602. osnovali su instituciju i naručili malu crkvu, koju je izgradio Gian Giacomo di Conforto, u blizini stubišta koje vodi do katedrale, na uglu Via dei Tribunali i Vico dei Zuroli. Godine 1605. primili su apostolsko pismo od pape Pavla V., kojim im se daju posebne povlastice za glavni oltar.
Crkva je posvećena u rujnu 1606. godine Od 1658. do 1678. zdanje je prošireno, također uz pripajanje susjednih građevina, od strane arhitekta Francesca Antonija Picchiatija, formirajući kompleks s palačom i obnovljenom crkvom.
Potonji, na glavnom oltaru, čuva Caravaggiovih Sedam djela milosrđa. Tu su i slike Luce Giordana, Carla Sellitta, Fabrizia Santafedea, Battistella Caracciola i drugih.
Plemići bratstva u Pio Monte della Misericordia tražili su slikare "koji bi dali trajni vizualni izraz njihovom osjećaju dobrotvorne misije". Što se tiče oštrih kontrasta chiaroscura na Caravaggiovim slikama, njemački povjesničar umjetnosti Ralf van Bühren objašnjava jarku svjetlost kao metaforu za milosrđe, koje "pomaže publici da istraži milosrđe u vlastitim životima".

## Vanjske poveznice
- Pio Monte della Misericordia Službena stranica
- Virtualni obilazak Pio Monte della Misericordia omogućio Google Arts & Culture